# John L. Lewis
John Llewellyn Lewis, född den 12 februari 1880 i Cleveland, Lucas County, Iowa, död den 11 juni 1969 i Alexandria, Virginia, var en amerikansk fackföreningsledare.

## Biografi
Lewis föddes, av föräldrar invandrade från Wales, i Cleveland, då en industristad byggd kring en kolgruva öster om Lucas. Direkt efter sin skolgång började han vid 17 års ålder att arbeta i kolgruvan Big Hill Mine.
År 1907 träffade han avtal med borgmästaren i Lucas om foder- och spannmålsförsäljning, men företaget misslyckades och han återvände till kolbrytningen. Han flyttade till Panama, Illinois, där han  1909 valdes till lokal ordförande United Mine Workers (UMW).
Lewis fick 1911 av chefen för American Federation of Labor, AFL (USA:s motsvarighet till LO), Samuel Gompers, uppdraget att på heltid arbeta som facklig organisatör. Han arbetade då över hela Pennsylvania och Mellanvästern som organisatör och problemlösare, särskilt inom kol- och ståldistrikten.
Lewis tjänstgjorde som president i UMW 1920-1960.  Han var den drivande kraften bakom grundandet av Congress of Industrial Organizations (CIO), som grundade United Steel Workers of America och hjälpte till att organisera miljontals andra industriarbetare på 1930-talet. Efter att ha avgått som chef för CIO 1941, bröt han 1942 Mine Workers ut ur CIO och 1944 gick förbundet upp i AFL.
Som en ledande liberal, spelade Lewis en viktig roll med att hjälpa Franklin D. Roosevelt vinna presidentvalet 1936, men som en isolationist bröt han med Roosevelt 1940 på grund av dennes antinazistiska utrikespolitiken. 
Lewis var en brutalt effektiv och aggressiv fighter och strejkledare som fick höga löner för sin medlemskader men körde över sina motståndare, däribland USA:s regering. Lewis var en av de mest kontroversiella och innovativa ledare i fackföreningens historia och fick stort erkännande för att bygga upp industriförbunden i CIO till en politisk och ekonomisk kraft i konkurrens med AFL, men var allmänt hatad för att kalla till rikstäckande kolstrejker, som kritiker ansåg skada den amerikanska ekonomin och krigsinsatsen. 
Hans massiva lejonhuvud, skogsliknande ögonbryn, fast markerade käke, kraftfulla röst och en ständigt bister uppsyn gladde hans anhängare, retade hans fiender, och lyckliggjorde tecknare. Kolgruvearbetare hyllade honom under 40 år som den välvillige diktatorn som drev fram höga löner, pensioner och sjukvårdsförmåner, och struntade i kritikerna.